# 奧列格·波波夫

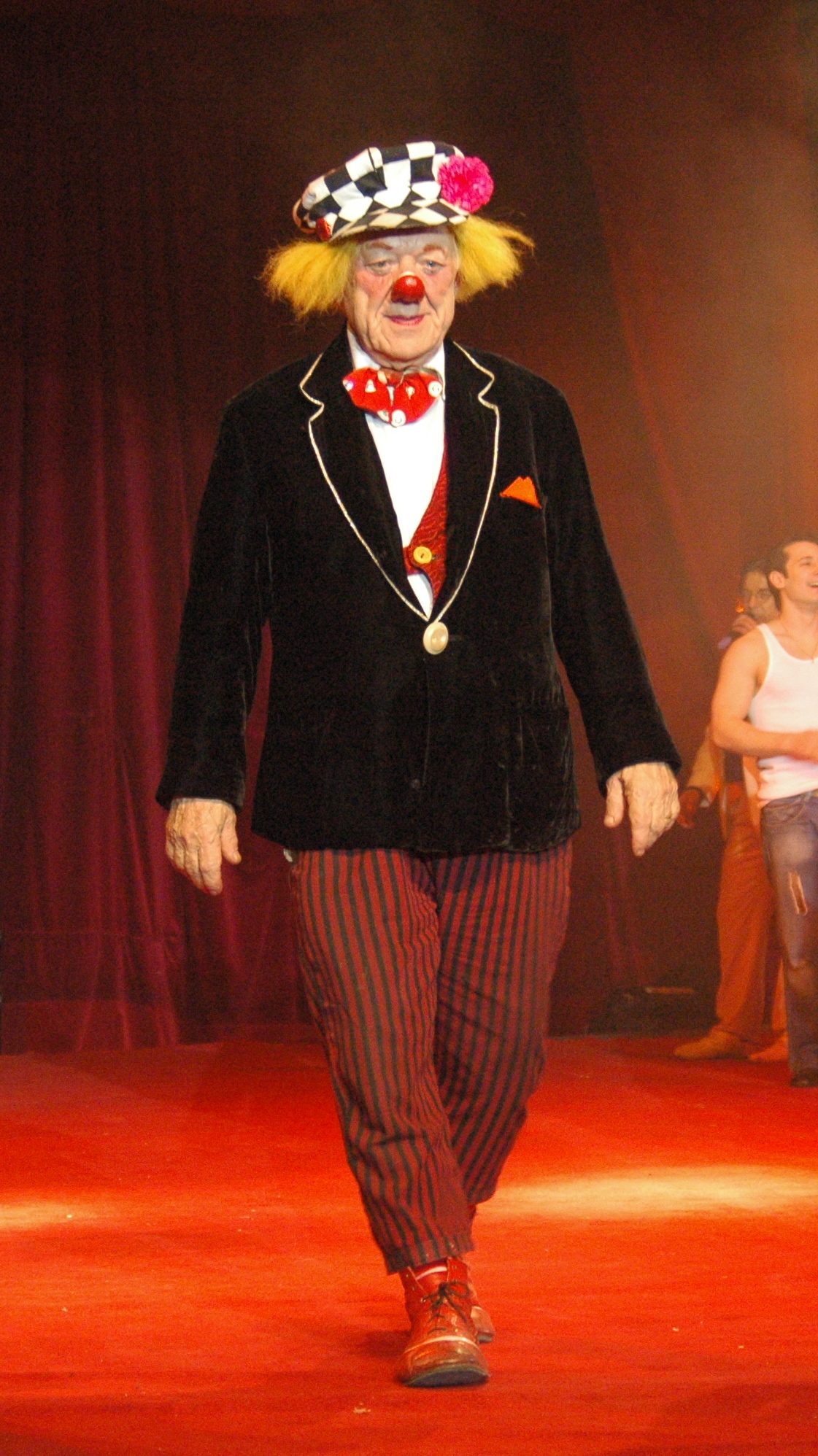
奧列格·波波夫

奥列格·康斯坦丁诺维奇·波波夫（俄語： Олег Константинович Попoв，1930年7月31日-2016年11月2日）是一位苏联和俄罗斯小丑及马戏团艺术家。他也是莫斯科国家马戏团的一員。1969年，他被授予苏联人民艺术家這一榮譽称号。